# Koenigsegg Agera R
 (mars 2014).
Si vous disposez d'ouvrages ou d'articles de référence ou si vous connaissez des sites web de qualité traitant du thème abordé ici, merci de compléter l'article en donnant les références utiles à sa vérifiabilité et en les liant à la section « Notes et références ».
Pour les articles homonymes, voir Agera.
L'Agera R est une hypercar du constructeur automobile suédois Koenigsegg. Version évoluée de la Koenigsegg Agera, son châssis monocoque extra-léger est constitué de fibre de carbone, d'aluminium en nid d'abeilles et de Kevlar ; le toit est amovible.

## Performances
L'Agera R peut effectuer le 0 à 100 km/h en 3,0 s et atteindre une vitesse maximale de 420 km/h environ. Elle a également effectué une pointe de vitesse à 401,6 km/h sur le Nürburgring, ce qui constitue une des vitesses les plus élevées enregistrées sur ce circuit.
Koenigsegg a apporté quelques améliorations à son modèle 2013 en augmentant notamment la puissance à 1 140 chevaux avec le carburant E85 (960 chevaux à l'essence), en incluant de nouvelles jantes plus légères en fibre de carbone creuses, une nouvelle suspension, et une légère modification aérodynamique au niveau des extracteurs d'air du pare-chocs avant afin de renforcer sa stabilité et ses appuis.

## Records
L'Agera R réalise plusieurs records du monde homologués par le Livre Guinness des records :
(200 mph ~ 322 km/h)
- 0 à 300 km/h : 14,53 s
- 0 à 200 mph : 17,68 s
- 300 à 0 km/h : 6,66 s
- 200 à 0 mph : 7,28 s
- 0-300-0 km/h : 21,19 s
- 0-200-0 mph : 24,96 s

Elle est, depuis décembre 2011, une des automobiles les plus rapides au monde sur le 0-300 km/h, avec 14,53 secondes.